# Genda Minoru
Genda Minoru (源田実, Hirosima, 1904. augusztus 16. – Macujama, 1989. augusztus 15.) japán katona, a Pearl Harbor elleni támadás tervezője.
Genda Minoru 1904-ben született Hiroshimában egy ősi családban. Egy farmer második fia volt. Két testvére elvégezte a Tokiói Egyetemet, harmadik testvére pedig a Chiba Medical College-t, negyedik testvére pedig a Hadsereg Akadémiáját.
Genda miután elvégezte a középiskolát, belépett a Japán Birodalmi Haditengerészeti Akadémiára, ahol Fucsida Micuóval megismerkedett. Az Akadémiát osztályelsőként 1929 novemberében végzete el vadászpilótaként. A következő hat évben pilótaként szolgált. Genda a világon az első haditengerészeti tisztek között volt, aki felismerte a repülőgép-hordozókban rejlő lehetőségeket.
1941 februárjának elején Jamamoto Iszoroku admirálissal találkozott, aki előadta egy Pearl Harbor elleni légitámadás tervét. Genda megtervezte a támadás részleteit Fucsida Micuo parancsok segítségével. Javaslatára a torpedókat úgy alakították át, hogy azok Pearl Harbor sekélyebb vízében is tudjanak működni. 1942-ben Midwaynél Nagumo Csúicsi admirális hadműveleti tisztje volt.
A háború után II. világháborús tapasztalatait megjelentette önéletrajzában. 1945 után a Japán Haditengerészeti Légierő tábornoka, majd a japán politikában vállalt szerepet.
1989. augusztus 15-én halt meg Macujamában.